# Amalgamprobe
Die Amalgamprobe ist eine Vorprobe auf Quecksilbersalze in der analytisch-anorganischen Chemie. Eine salpetersaure Probelösung wird hierzu auf ein Kupferblech gegeben – zurück bleibt ein nicht abwischbarer, silbriger Amalgamfleck:
{\displaystyle \mathrm {Hg^{2+}+Cu\longrightarrow Hg+Cu^{2+}} }
Redoxreaktion: Quecksilberkationen und elementares Kupfer oxidieren zu Kupferkationen und elementarem Quecksilber.
Anstatt einer salpetersauren Lösung können auch Salzsäure und Natriumchlorat zur festen Probe gegeben werden.
Das Quecksilber bildet dabei mit dem Kupferblech eine Legierung, das Kupfer-Amalgam. Dieses ist zunächst grau und wird durch Reiben silberglänzend.
|  |  |  |

Ist Silber in der Probe vorhanden, scheidet sich dieses ebenfalls ab. Zur Unterscheidung kann man das Kupferstück erwärmen, so dass das Quecksilber verdampft und sich auf einem in die Nähe gehaltenen Uhrglas niederschlägt. Die Tröpfchen können dann mit einem Mikroskop erkannt werden.